# Pomorska bitka kod Marijanskog otočja
Od jeseni 1943. Amerikanci su potpuno preuzeli inicijativu u ofenzivnom djelovanju na Pacifiku. Nakon što su osvojili Gilbertovo otočje i Marshallsko otočje mogli su izvesti invaziju na Marijanske otoke. Japanci su se spremili za snažnu bitku koja je završila potpunom katastrofom za carski Japan. 

## Povijest bitke
Već su prije Japanci izgubili većinu iskusnih pilota koji su poginuli u dotadašnjim bitkama naročito oko Guadalcanala, Solomonskih otoka i Nove Gvineje. Novi piloti imali su manju borbenu vještinu jer su u prosjeku dobivali samo pola obuke od one koju su prolazili piloti prije njih. Morali su se suočiti i s mnogo većim brojem američkih zrakoplova (npr. Hellcat F6F, F4U Corsair itd.) koji su imali snažnije motore i bolje naoružanje od japanskih. Također su bili dobro oklopljeni. 
Amerikanci su morali zauzeti Marijane kako bi na njima izgradili baze za bombardere B-29 koji bi bili u mogućnosti napadati japansko matično otočje. Američki napad je započeo oko 13. lipnja 1944. godine, te su Amerikanci odmah započeli s nesmiljenim bombardiranjem japanskih zrakoplovnih baza na Guamu, Saipanu i drugim otocima. Japanci su zatim poslali pomoć napadnutom otočju. Prema Marijanima je krenula flota s udarnom snagom od tri velika nosača: Zuikaku, Šokaku i najnoviji Taiho, te šest manjih nosača sa sveukupno oko 450 zrakoplova. Amerikanci su s admiralom Spruanceom raspolagali s dvostruko većim snagama (oko 15 nosača i preko 900 zrakoplova spremnih za borbu ili u pričuvi). Japanski zapovjednik admiral Ozava procijenjivao je da je u prednosti jer su njegovi zrakoplovi imali veći dolet od američkih, a također je pretpostavio da će u napadu na Amerikance biti podržan i zrakoplovstvom s Guama. To je bila krupna pogreška jer su Amerikanci već uništili zrakoplovne baze na Saipanu i Guamu. 
19. lipnja 1944. godine Ozava je naredio četiri napada na američku flotu koja je već izvršila invaziju. Amerikanci su radarom zamijetili dolazak japanskih zrakoplova te su njihovi lovci krenuli u presretanje. Bolje koordinirani i uvježbani američki piloti uništili su više od 300 zrakoplova (400 japanskih zrakoplova sudjelovalo je u napadu), a sami su izgubili tek 30 lovaca. Dio japanskih zrakoplova uništen je od lovačke zaštite nad morem, dio od protuzrakoplovnog topništva kad se primakao američkim brodovima, a dio je uništen u polurazrušenim bazama na otoku Guamu odmah poslije slijetanja. Amerikanci su nazvali ovaj događaj "The Great Mariana Turkey Shoot", zbog lakoće s kojom su uništavali tako velik broj japanskih zrakoplova. Japancima je taj dan bio jedan od najgorih u ratu; ne samo da su izgubili velik broj zrakoplova i pilota, već su izgubili i dva velika nosača zrakoplova (Šokaku i Taiho) koje su torpedirale američke podmornice Cavala i Alcobre. Japanci nisu uspjeli nanijeti ozbilniju štetu američkoj floti (tek je nekoliko brodova lakše oštećeno).
20. lipnja 1944. godine Ozava je morao narediti povlačenje, a Spruance je krenuo u protunapad i potjeru. Ovoga dana Japancima je ratna sreća bila nešto sklonija. Amerikancima je bo velik problem pronaći japansku flotu koja je bila gotovo izvan radijusa djelovanja njihovih zrakoplova. No ipak su ih pronašli i uputili im stotine zrakoplova. U zračnim borbama oko svojih brodova Japanci su izgubili oko 60 zrakoplova te laki nosač Hiyo i dva tankera. Amerikanci su izgubili 25 zrakoplova u izravnim borbama, dok je jš 80 zrakoplova bilo prisiljeno sletjeti u more jer su ostali bez goriva pri povratku na nosače. Većina od 200 pilota i članova posade zrakoplova koji su se tako našli u moru je spašena, ali ne i 45 ljudi koji su nestali.
Posljedice bitke su sljedeće: Amerikanci su nastavili osvajati jedan za drugim Marijanske otoke i tako zadobili baze za bombardere B-29. Japanski premijer general Hideki Tojo odstupio je sa svoje dužnosti (20. srpnja 1944 godine) jer nije uspio spriječiti takav nepovoljan razvoj situacije. No, rat je bio daleko od završetka jer se Japanci nisu željeli predati pod uvjetima bezuvjetne kapitulacije kakvu su zahtijevali Amerikanci. Japanci su nastavljali s žilavim otporom iako su bili potpuno nadjačani. Kako bi uništili što više američkih brodova, od listopada 1944. počeli su primjenjivati kamikaze kojima su ponovno započeli nanositi Amerikancima velike štete.

## Vanjske poveznice
Sestrinski projekti
|  | Zajednički poslužitelj ima stranicu o temi Pomorska bitka kod Marijanskog otočja    |
|  | Zajednički poslužitelj ima još gradiva o temi Pomorska bitka kod Marijanskog otočja |